# Solitary (Lost)
"Solitary" é o nono episódio de Lost. É o nono episódio da primeria temporada da série. Foi dirigido por Greg Yaitanes e escrito por David Fury. Foi ao ar originalmente em 17 de Novembro de 2004, pela ABC. O episódio foca o flashback em Sayid Jarrah.

## Sinopse
Sayid encontra, na floresta, Danielle Rousseau, uma francesa solitária, que lhe fala sobre seu passado, do seu pedido de socorro e sobre os Outros, misteriosos habitantes da ilha. Sayid relembra seu serviço como torturador na Guarda Republicana do Iraque e seu envolvimento com Nadia, uma mulher que ele deveria torturar, mas que acaba ajudando a escapar. Enquanto isso, Hurley organiza um campo de golfe e um torneio entre os sobreviventes.